# Diego Calva
Diego Calva Hernández (Ciudad de México, 16 de marzo de 1992) es un actor mexicano. Ha sido protagonista en la serie de televisión de drama criminal Narcos: México (2021) y en la película de comedia dramática Babylon (2022). Por su actuación en esta última película, recibió una nominación al Golden Globe Award al mejor actor en una comedia o musical.

## Primeros años y carrera
Calva nació en marzo de 1992 en Ciudad de México. Asistió al Centro de Capacitación Cinematográfica y estudió dirección y guion.
Durante su estancia en la escuela de cine, trabajó como camarero, decorador, operador de micrófono y ayudante de producción. Dirigió algunos cortometrajes antes de dedicarse de lleno a la interpretación.
Consiguió su primer papel protagonista en 2015 en la película independiente Te prometo anarquía del cineasta Julio Hernández Cordón, que se estrenó en el Festival Internacional de Cine de Locarno y se proyectó en el Festival Internacional de Cine de Toronto 2015. Ganó el premio al Mejor Actor Principal junto a su coprotagonista Eduardo Eliseo Martínez en el Festival de Cine de La Habana de 2015 por su papel en esta película.
En 2021, se incorporó al reparto de la serie de televisión Narcos: México, en la que interpretó a Arturo Beltrán Leyva.
En 2020, consiguió el papel de Manny Torres en la película de Damien Chazelle, Babylon, estrenada en 2022 y coprotagonizada con Brad Pitt y Margot Robbie.
2024, Indomables (On Swift Horses)

## Filmografía

### Cine
| Año  | título                   | Rol          | Notas      |
| ---- | ------------------------ | ------------ | ---------- |
| 2013 | Ficción                  | Amigo        | Short film |
| 2015 | Te prometo anarquía      | Miguel       |            |
| 2017 | Ayúdame a pasar la noche | Luis         |            |
| 2017 | Otro muerto              | Alejandro    | Short      |
| 2020 | ColOZio                  | Diego        |            |
| 2020 | Tigres                   | Azur         |            |
| 2021 | Carlota                  | Poncho       | Short      |
| 2021 | Beautiful Losers         | Daniel       |            |
| 2022 | Babylon                  | Manny Torres |            |
| 2023 | Bird Box Barcelona       | Octavio      |            |

### Televisión
| Año  | Título             | Rol                  | Notas        |
| ---- | ------------------ | -------------------- | ------------ |
| 2018 | The Inmate         | El Rubio             | 12 episodes  |
| 2020 | Desenfrenadas      | Joshua               | 8 episodes   |
| 2021 | Narcos: Mexico     | Arturo Beltrán Leyva | 6 episodes   |
| 2024 | Midnight Family    | Marcus Tamayo        | 10 episodios |
| 2024 | El secreto del rio | Erick                | 8 episodios  |
| 2025 | Celda 211          | Juan Oliver          | 6 episodios  |

## Premios y nominaciones
| Año  | Premio                                            | Categoría                                                 | Trabajo             | Resultado | Ref.   |
| ---- | ------------------------------------------------- | --------------------------------------------------------- | ------------------- | --------- | ------ |
| 2015 | Havana Film Festival                              | Mejor actor (junto a Eduardo Eliseo Martinez)             | Te prometo anarquía |           | [ 12 ] |
| 2022 | Greater Western New York Film Critics Association | Mejor actor principal                                     | Babylon             |           | [ 13 ] |
| 2023 | DiscussingFilm Critic Awards                      | Mejor actuación debut                                     | Babylon             |           | [ 14 ] |
| 2023 | Satellite Awards                                  | Satellite Award - Mejor actor en una comedia o musical    | Babylon             |           | [ 15 ] |
| 2023 | Golden Globe Awards                               | Golden Globe Award - Mejor actor en una comedia o musical | Babylon             |           | [ 16 ] |